# Estland op het Junior Eurovisiesongfestival
Estland debuteerde in 2023 op het Junior Eurovisiesongfestival.

## Geschiedenis
Op 29 augustus 2023 maakte de EBU bekend dat Estland zou debuteren op het Junior Eurovisiesongfestival 2023. Estland was de laatste Baltische staat die zijn debuut maakte op het Junior Eurovisiesongfestival. In Nice werd Estland vertegenwoordigd door Arhanna. Estland eindigde als vijftiende en voorlaatste.
In 2025 zal Estland niet deelnemen vanwege besparingen bij de omroep.

## Estische deelnames
| Jaar | Artiest       | Lied         | Plaats | Punten | Taal              |
| ---- | ------------- | ------------ | ------ | ------ | ----------------- |
| 2023 | Arhanna       | Hoiame kokku | 15     | 49     | Estisch en Engels |
| 2024 | Annabelle Ats | Tänavad      | 14     | 55     | Estisch           |

| Kleur | Betekenis      |
| ----- | -------------- |
|       | Eerste plaats  |
|       | Tweede plaats  |
|       | Derde plaats   |
|       | Laatste plaats |
|       | Gastland       |

## Gegeven en gekregen punten
| Plaats | Land      | Punten |
| ------ | --------- | ------ |
| 1      | Armenië   | 18     |
| 2      | Spanje    | 17     |
| 3      | Frankrijk | 14     |
| 4      | Albanië   | 13     |
| 5      | Georgië   | 12     |

| Plaats | Land                | Punten |
| ------ | ------------------- | ------ |
| 1      | Frankrijk           | 6      |
| 2      | Duitsland           | 4      |
| 3      | Georgië             | 2      |
| 3      | Italië              | 2      |
| 3      | Noord-Macedonië     | 2      |
| 3      | Verenigd Koninkrijk | 2      |

## Twaalf punten
(Een vetgedrukte editie betekent dat het land die editie won.)
| 12 punten gegeven aan: \| Aantal \| Land \| Edities \| \| ------ \| ------- \| -------- \| \| 1 \| Georgië \| 2024 (J) \| \| 1 \| Spanje \| 2023 (J) \| (J) = vakjury; (K) = kinderjury (vanaf 2016) |         |          |
| Aantal | Land    | Edities  |
| 1 | Georgië | 2024 (J) |
| 1 | Spanje  | 2023 (J) |

2023 · 2024